# John Prine
John Prine (Maywood, Illinois, 10 de octubre de 1946-Nashville, Tennessee, 7 de abril de 2020) fue un cantautor de country y folk estadounidense con un amplio éxito, tanto de crítica como de público, desde la década de 1970.

## Carrera
Sus padres fueron William Prine y Verna Hamm. Su abuelo había sido guitarrista de Merle Travis y Prine se inició como guitarrista a los catorce años. Durante cinco años trabajó como cartero, e hizo el servicio militar antes de comenzar su carrera musical en Chicago.  
Su primer disco, titulado sencillamente John Prine, fue un gran éxito. El álbum incluye temas característicos de Prine como "Illegal Smile", "Sam Stone" y el clásico del newgrass "Paradise", así como "Hello In There", una canción sobre el envejecimiento que después ha sido interpretada por numerosos artistas como Bonnie Raitt. El éxito del disco, que recibió críticas muy positivas, hizo que Prine fuese saludado como "el nuevo Bob Dylan". El propio Dylan salió inesperadamente al escenario y acompañó a Prine tocando la armónica en una de las primeras actuaciones de Prine en Nueva York. 
Dos años después publicó Sweet Revenge (1973), que contiene algunas de las canciones preferidas por los seguidores del cantautor, como "Dear Abby", "Grandpa Was a Carpenter", y "Christmas In Prison". A este álbum siguió Common Sense (1975), en el que destaca el tema "Come Back to Us Barbara Lewis (Hare Krishna Beauregard)". Para muchos de los seguidores veteranos de Prine, su grabación de 1978 titulada Bruised Orange constituye una de sus cumbres creativas. En este disco, producido por Steve Goodman, aparecen canciones como "The Hobo Song", "Sabu Visits the Twin Cities Alone", y la que da nombre al álbum, que demuestran que Prine podía, con la misma facilidad, escribir sobre la condición humana y crear canciones de inspiración política con contundentes metáforas. El crítico musical de Los Angeles Times Robert Hilburn lo definió como “el Bruce Springsteen del country”.
En 1991 salió al mercado The Missing Years, su primera colaboración con Howie Epstein, productor y bajista de los Heartbreakers, que fue premiada con un Grammy. La canción que da al título al disco es una visión humorística de Prine sobre la vida de Jesús entre su infancia y el comienzo de su predicación. En 1995 publicó Lost Dogs and Mixed Blessings, también en colaboración con Epstein, y a este álbum siguió, dos años más tarde, el inusual In Spite of Ourselves (1997), que contiene sobre todo versiones de temas clásicos del country, con una sola canción de Prine. En este disco, el músico colaboró con algunas de sus cantantes preferidas, como Lucinda Williams e Iris DeMent.
A comienzos de 1998 le fue diagnosticado un cáncer de garganta, y se le operó para extirpar el tumor. Sus seguidores consideran que la operación añadió "grava" a su voz. En 2003 la emisora británica BBC Radio 2 le concedió un premio en reconocimiento a toda su carrera. Ese mismo año ingresó en el Nashville Songwriters Hall of Fame. En 2004, su clásico "Sam Stone", en versión de Laura Cantrell, fue incluido en la recopilación "Future Soundtrack for America". 
En 2005 publicó su primer álbum desde 1997: Fair and Square, con temas como "Safety Joe", sobre la vida de un hombre que siempre evita los riesgos, o "Some Humans Ain't Human", una canción protesta acerca del lado oscuro de la naturaleza humana que incluye una fugaz crítica a la política de George W. Bush en Irak. El disco fue galardonado con el Grammy al Mejor Álbum de Folk Contemporáneo, y Prine fue premiado como artista del año en los Americana Music Awards. 
El 22 de junio de 2010, Oh Boy Records publica un álbum tributo titulado Broken Hearts and Dirty Windows: The Songs of John Prine. El álbum incluye a miembros del folk revival entre los que se cuentan My Morning Jacket, The Avett Brothers, Conor Oberst and the Mystic Valley Band, Old Crow Medicine Show, Lambchop, Josh Ritter, Drive-By Truckers, Nickel Creek's Sara Watkins, Deer Tick con Liz Isenberg, Justin Townes Earle, Those Darlins y Bon Iver's Justin Vernon.[5]

## Vida personal
Estaba casado con Fiona Whelan Prine, quien además era su mánager.
Prine falleció el 7 de abril de 2020, debido a complicaciones relacionadas al COVID-19.

## Discografía
- John Prine, Atlantic Records, 1971.
- Diamonds in the Rough, Atlantic Records, 1972.
- Sweet Revenge, Atlantic Records, 1973.
- Common Sense, Atlantic Records, 1975.
- Bruised Orange, Asylum Records, 1978.
- Pink Cadillac, Oh Boy Records, 1979.
- Storm Windows, Asylum Records, 1980.
- Aimless Love, Oh Boy Records, 1984.
- German Afternoons, Oh Boy Records, 1986.
- John Prine Live, Oh Boy Records, 1988.
- The Missing Years, Oh Boy Records, 1991.
- Great Days, Atlantic Records, 1993.
- A John Prine Christmas, Oh Boy Records, 1993.
- Lost Dogs and Mixed Blessings, Oh Boy Records, 1995.
- Live on Tour, Oh Boy Records, 1997.
- In Spite of Ourselves, Oh Boy Records, 1999.
- Souvenirs, Oh Boy Records, 2000.
- Fair & Square, Oh Boy Records, 2005.
- Standard Songs For Average People, Oh Boy, 2007 (con Mac Wiseman)
- In Person & On Stage, 2010.
- Singing Mailman Delivers, 2011.
- For Better or Worse, 2016.
- The Tree of Forgiveness, 2018.

### Colectivos
- Philadelphia Folk Festival - 40th Anniversary, 1999.